# 171-es busz (Budapest)
A budapesti 171-es jelzésű autóbusz Csepel, Szent Imre tér és Csepel, Soroksári rév között közlekedett. A vonalat a Budapesti Közlekedési Zrt. és a VT-Arriva üzemeltette.

## Története
2013. május 1-jén 171-es jelzéssel új járatot indítottak a Szent Imre tér és a Soroksári rév között a Csepeli Strandfürdő érintésével, mely augusztus 31-éig közlekedett strandolásra alkalmas hétvégeken.
2014. augusztus 31-én megszűnt, 2015-től a 71-es busz sűrűbben jár a nyári hétvégéken.

## Útvonala
| Csepel, Soroksári rév felé | Csepel, Szent Imre tér felé |
| --- | --- |
| Csepel, Szent Imre tér vá. – Károli Gáspár utca – Táncsics Mihály utca – Széchenyi István utca – Késmárki utca – Határ utca – Hollandi út – Csepel, Soroksári rév vá. | Csepel, Soroksári rév vá. – Hollandi út – Határ utca – Késmárki utca – Széchenyi István utca – Táncsics Mihály utca – Károli Gáspár utca – II. Rákóczi Ferenc út – Vermes Miklós utca – Kiss János altábornagy utca – Csepel, Szent Imre tér vá. |

## Megállóhelyei
| 0  | Csepel, Szent Imre tér végállomás  | 14 | 35, 36, 38, 38A, 71, 138, 148, 151, 152, 159, 238 688, 690                          |
| ∫  | Kiss János altábornagy utca        | 11 | 38, 38A, 71, 138, 152, 159, 238 688, 690                                            |
| ∫  | Szent Imre tér H                   | 10 | 35, 36, 38, 38A, 71, 138, 148, 151, 152, 159, 238 673, 674, 675, 676, 688, 690, 699 |
| ∫  | Kossuth Lajos utca                 | 9  | 35, 36, 38, 38A, 71, 138, 148, 151, 152, 159, 238                                   |
| 1  | Károli Gáspár utca                 | ∫  | 71                                                                                  |
| 2  | Deák tér                           | 8  | 71                                                                                  |
| 3  | Görgey Artúr tér                   | 7  | 71                                                                                  |
| 3  | Bajcsy-Zsilinszky út               | 6  | 71, 151                                                                             |
| 4  | Rákóczi tér                        | 6  | 151                                                                                 |
| 5  | Kikötő utca                        | 5  | 151                                                                                 |
| 6  | Késmárki utca (↓) Szebeni utca (↑) | 5  | 71, 151                                                                             |
| 8  | Határ utca                         | 4  | 71, 151                                                                             |
| 9  | Hollandi csárda                    | 2  | 71                                                                                  |
| 10 | Strandfürdő                        | 2  | 71                                                                                  |
| 11 | Csepeli csónakház                  | 1  | 71                                                                                  |
| 12 | Ladik utca                         | 0  | 71                                                                                  |
| 12 | Csepel, Soroksári rév végállomás   | 0  | 71, 148                                                                             |